# Lorenzo Scoles
Lorenzo Scoles (Padova, 22 agosto 1971) è un conduttore radiofonico, conduttore televisivo e autore televisivo italiano.

## Biografia
La sua prima esperienza è avvenuta nella radio padovana Radio Base durante gli anni del liceo. Soprannominato "il Losco", ha debuttato nel 1990 su Videomusic ancora giovanissimo con la rubrica Lo Sconosciuto, una striscia quotidiana all'interno del programma Hot Line, dove inseriva brevi filmati con scene comiche demenziali da lui interpretate.
Simultaneamente ha curato la redazione di Blue night, diretto da Massimo Bertolaccini e condotto da Clare Ann Matz, fino a guadagnarsi la partecipazione a Hot Line, al fianco dei vj storici della rete Rick Hutton, Clive Malcolm Griffiths, Johnny Parker, Claudio De Tommasi e Attilio Grilloni . 
Sempre in questi anni ha gestito i vari Special di Videomusic, condotto l'appuntamento letterario Print e successivamente, nel 1993, la prima edizione di Segnali di fumo con Matteo Moneta e Giuska Ursini. Fino al 1995 ha anche presentato Arrivano i nostri, un appuntamento quotidiano con i videoclip italiani.
Nel 1996 ha condotto Lorenzo & Co., la sua prima trasmissione sulla stessa rete che, col cambio di editore, è stata ribattezzata TMC2. Nel 1997 con Alessandra Luna ha presentato Caffè Arcobaleno. La personalità creativa del conduttore è qui emersa grazie a una buona conoscenza della storia della musica rock. Scoles ha poi curato varie rassegne musicali televisive, quali Tutto in una notte - monografie notturne e Sgrang.
Nell'estate del 1998 ha presentato il programma Tournée trasmesso in seconda serata su Rai1.
Nel 1998-1999 ha animato il programma quotidiano Vertigine, fino alla chiusura di TMC2.
Nel 2000 è passato alla RAI per lavorare a Rai Radio 2 nel programma Il cammello di Radio 2.
Nel 2001 ha inaugurato la prima di quattro stagioni del programma quotidiano Atlantis, in cui era affiancato dalle voci di autorevoli giornalisti e autori: Michele Mari, Marcello Veneziani, Beppe Severgnini, Alberto Castelvecchi, Ugo Volli, Darwin Pastorin, Pino Cacucci, Walter Passerini, Michele Serra, Gianluca Favetto, Margherita Hack, Concita De Gregorio, Lucia Annunziata, Carlo Lucarelli, Marco Lodoli, Sandro Veronesi, Andrea Purgatori e altri.
Nel 2005 ha pubblicato il romanzo Augusto Central, edito da Scritturapura.
Nel 2005 ha firmato come autore la trasmissione televisiva Sempre meglio che restare a casa in onda su La7 con la conduzione di Dario Vergassola, David Riondino, Ellen Hidding, Francesca Barra e Paola Cambiaghi.
Ha lavorato come speaker, autore e regista a molte produzioni televisive, da Alle falde del Kilimangiaro (Rai3) a vari filmati commerciali.
Tra il 2005 ed il 2008 ha curato la regia delle schede filmate de Le Invasioni Barbariche in onda su LA7 e nel 2009 per L'Era Glaciale su Rai2, sempre con la conduzione di Daria Bignardi.
Come regista ha realizzato i documentari ArezzoWave – Aria di musica (2001), Una partita per sempre (2004, sul calcio storico fiorentino, trasmesso da Sky Sport) e Hotel Tibet (2008, diretto a quattro mani con Giulio Frediani per descrivere la situazione dei profughi tibetani in India) .
Nuovamente su Radio2 ha condotto Musical Box (estate 2010), i concerti di Radio2 Live (2011-2015), e il programma di viaggi Kataribe (2012).
Per tre anni, prima accanto a Valentina Cidda, Eleonora Giorgi, Rosanna Sferrazza, Chiara Giallonardo e Riccardo Pandolf, e poi per due stagioni con Massimo Cervelli, ha presentato la trasmissione notturna di cinema Effetto Notte (2010-2012).
Ha animato le serate musicali di Moby Dick (2014).
Nel 2013 e nel 2014 ha collaborato come regista e filmmaker a varie produzioni fra cui Emozioni (Rai2) e Wild (Italia1).
Attualmente lavora come regista, autore e produttore di video e reportage e conduce la trasmissione radiofonica Refresh su Rai Radio 2, esperimento di crossmedialità fra il mezzo radiofonico e l'ipertesto della Rete.